# Michele di Matteo da Bologna

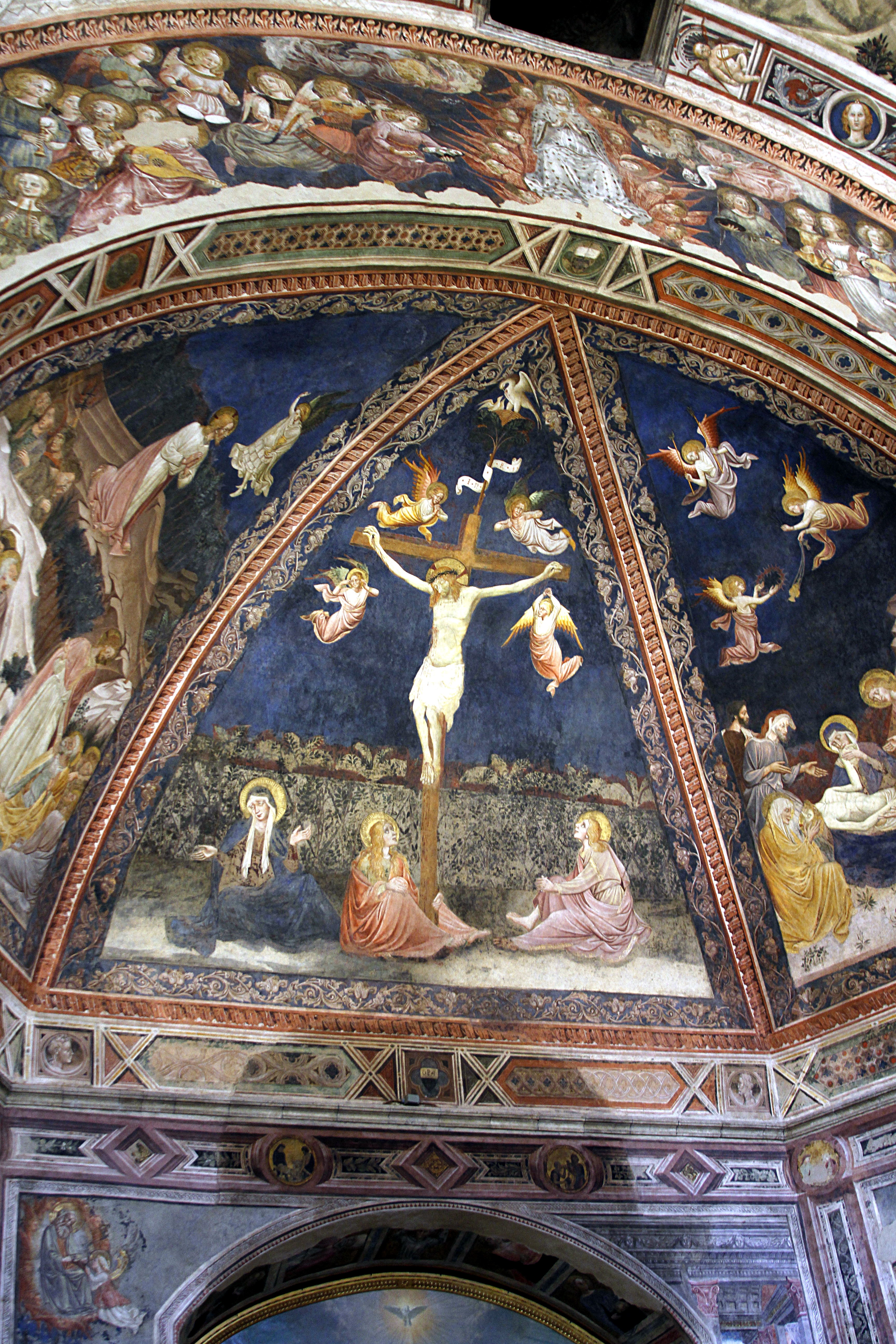
Decorazione dell'abside del Battistero di Siena

Michele di Matteo (conosciuto anche come Michele di Matteo da Bologna o Michele di Matteo Lambertini) (fl. XV secolo) è stato un pittore italiano, attivo tra il 1407 ed il 1467.

## Biografia

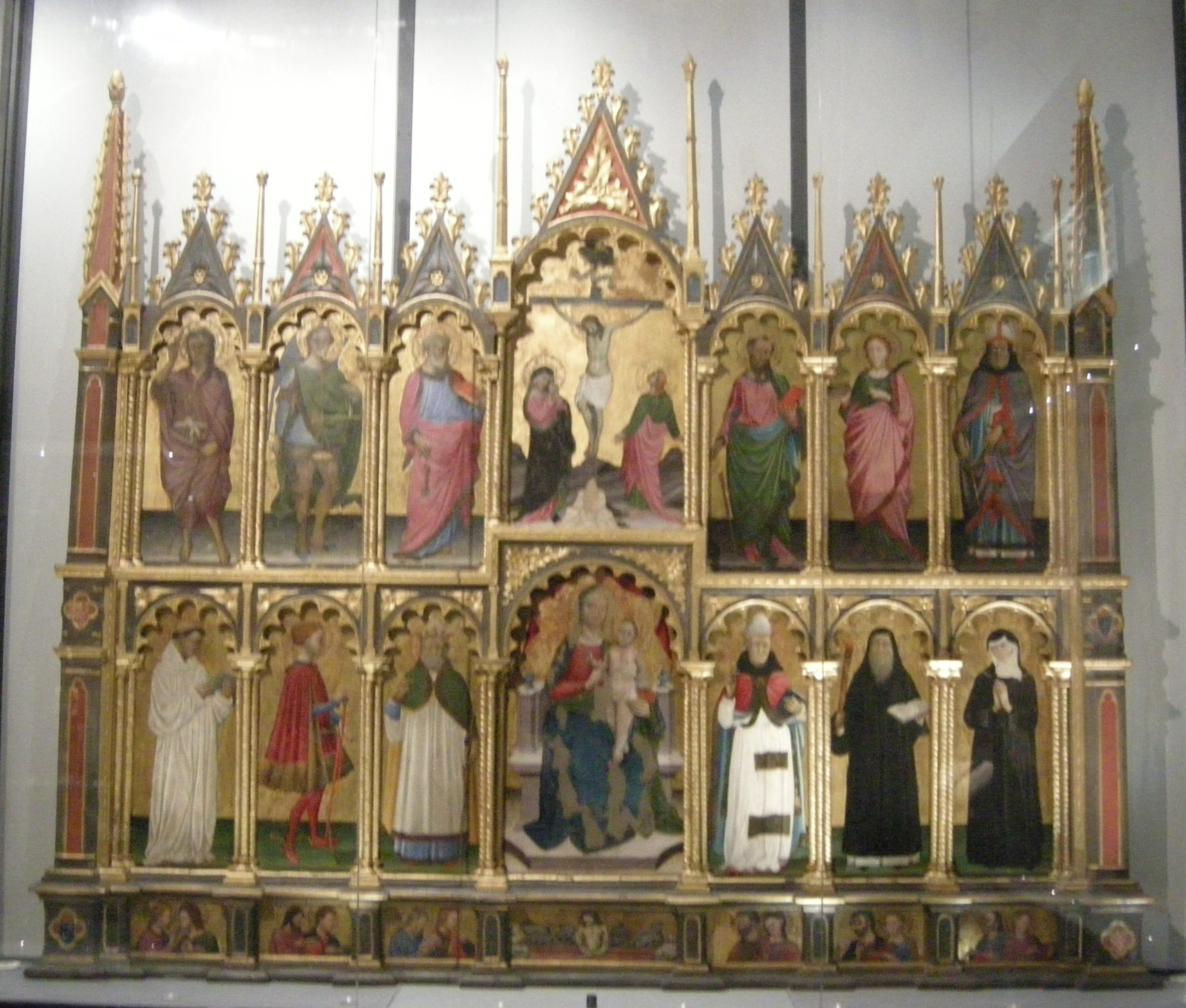
Polittico conservato nel Museo diocesano d'arte sacra e benedettino di Nonantola

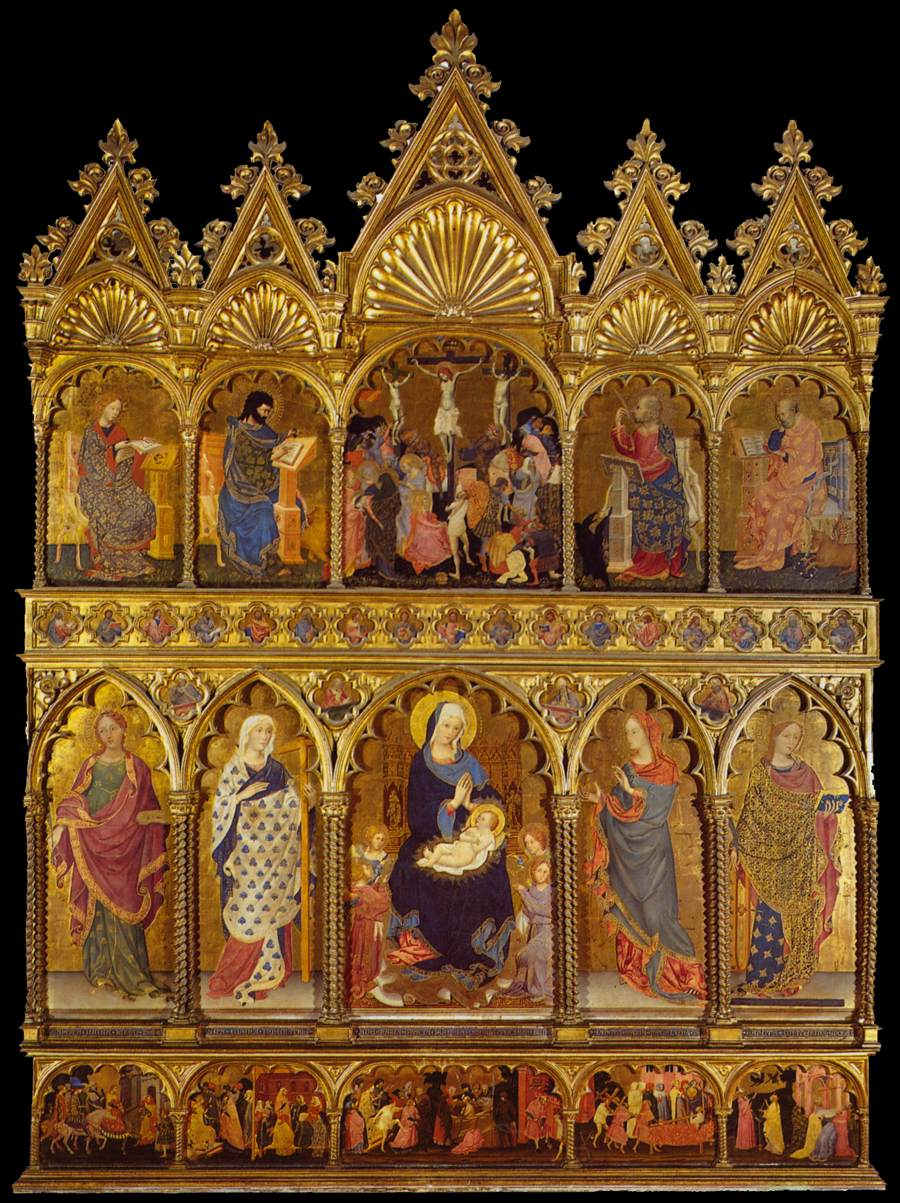
Polittico di Sant'Elena, Gallerie dell'Accademia.

Michele è documentato per la prima volta a Bologna  nel 1410, quando fu pagato per alcuni stendardi con le insegne dell'antipapa Alessandro V,  allora residente nel capoluogo emiliano, realizzati insieme con F. Lola. Anche se non si conoscono le tappe della sua educazione artistica, questa si svolse molto probabilmente nell'area bolognese, in clima ancora arcaicizzante e legato ai modi di Giovanni da Modena, anche se Michele cercò un rinnovamento del linguaggio gotico locale.
Dopo l'Incoronazione della Vergine del 1426, ora a Firenze in una collezione privata, ancora nello stile di Giovanni da Modena, il Polittico di Sant'Elena, realizzato per volere del bolognese fra Bernardo de' Schiappi e terminato a Venezia prima del 1437, ora nelle Gallerie dell'Accademia, prova il vivo contatto di Michele con la cultura veneziana, da cui trasse alcuni eleganti artifici, rimasti però circoscritti a quest'unica opera.
Il ritorno a Bologna significò per Michele il recupero delle proprie radici padane, espresso attraverso un folto gruppo di opere, in parte oggi perdute: tra queste ricordiamo la Madonna della Pioggia, nella chiesa omonima, e l'affresco raffigurante San Petronio in cattedra nella chiesa di Santo Stefano e risalente al 1448-1450.
A Siena nel 1447 eseguì, con la collaborazione di Giovanni di Paolo, la decorazione dell'abside del battistero con le Storie della Passione, ove al centro si può vedere la Crocifissione e ai lati l’Orazione nell'orto e la Deposizione nel sepolcro.
Le ultime sue opere note, due Polittico risalenti al 1462 ed al 1469, entrambi nella Pinacoteca Nazionale di Bologna, gli stilemi tardo-gotici vengono ripetuti con formule ripetitive ed ormai arcaiche.